# سینگا-ریمایبه
سینگا-ریمایبه شهری در شهرستان زیمتنگا در استان بام در بورکینافاسوی شمالی است و جمعیت آن ۱۱۵۸ نفر است.